# SS Yarmouth
El SS Yarmouth fue un buque de vapor con casco de acero propiedad de la Great Eastern Railway. Fue construido en 1903 para su uso en el servicio de carga entre Harwich, Essex, y el Hoek van Holland y Rotterdam, Países Bajos. Se perdió en el mar con todos sus tripulantes el 27 de octubre de 1908.

## Hundimiento
El Yarmouth se perdió en circunstancias que nunca se han explicado del todo. El barco abandonó el Hoek van Holland habiendo embarcado tanto allí como en Rotterdam. En Rotterdam se cargaron 343 toneladas largas (349 toneladas métricas) de carga variada y en Hoek se cargaron otras 88,65 toneladas largas (90,07 toneladas métricas) de carne y, como las bodegas ya estaban bastante llenas, parte de esta carga de carne envasada estaba estibado en el castillo de proa y en la cubierta de popa.
Con una tripulación de 21 personas y un pasajero (un familiar de uno de los ingenieros del barco), el Yarmouth zarpó de Hoek a las 10:30 am del 27 de octubre de 1908 y fue observado nuevamente a las 4:30 pm del mismo día por la tripulación del Buque faro Outer Gabbard Lightship. La tripulación del faro observó que el Yarmouth se inclinaba fuertemente a estribor, tan severamente de hecho, que el capitán del faro hizo un comentario específico al respecto en su diario. Aproximadamente a las 5:30 pm, la tripulación del faro perdió de vista el Yarmouth bajo una lluvia brumosa; este fue el último avistamiento conocido del barco. Cuatro horas más tarde, la tripulación de un barco noruego, el Fredheim, en ruta desde Honfleur, Mancha, Francia a Hull, vio escombros en el agua y escuchó gritos. La tripulación del Fredheim buscó durante dos horas pero no encontró señales del Yarmouth ni de su tripulación.
A la mañana siguiente se informó de la desaparición del barco. Inicialmente se pensó que probablemente había habido un problema con sus motores, siendo la razón por la que no había llegado a Harwich. No se ha recibido ninguna señal de socorro. Un crucero de la Marina Real Británica, el HMS Blake, recuperó un cuerpo que llevaba un cinturón salvavidas marcado como "Yarmouth", y avistó los restos no muy lejos del faro Outer Gabbard en 52°00′06″N 2°07′00″E / 52.00167, 2.11667, y 20 millas náuticas (37 km) al este de Harwich. Otro de los barcos del Great Eastern Railway, el Vienna , zarpó de Harwich y recuperó más escombros y restos identificados como provenientes del Yarmouth en una ubicación a 7 millas náuticas (13 km) al noreste, ½ al norte del faro Outer Gabbard. Regresó a Harwich enarbolando su bandera a media asta.